# Auskerry
Auskerry es una isla localizada en el archipiélago de las Órcadas, en Escocia. Auskerry se encuentra al sur de Stronsay y alberga una población de solamente 5 personas (según el censo de 2001). Es una zona protegida por ser un lugar de anidación del gaviotín ártico (Sterna paradisaea) y Procellariiformes.
- Datos: Q779003
- Multimedia: Auskerry / Q779003